# Aérodrome de Nancy - Malzéville
L’aérodrome de Nancy - Malzéville (code OACI : LFEZ) est un aérodrome agréé à usage restreint, situé sur la commune de Malzéville à 4 km au nord-nord-est de Nancy en Meurthe-et-Moselle (région Lorraine, France).
Il est utilisé pour la pratique d’activités de loisirs et de tourisme (aviation légère et aéromodélisme).

## Histoire
L’aéroclub a été fondé en 1909, il est depuis lors basé à Essey-lès-Nancy pour la section vol moteur sur l’aéroport de Nancy-Essey. Mais aussi à Malzéville pour les sections planeurs, ULM et aéromodélisme.

## Installations
L’aérodrome dispose de trois pistes en herbe, longues de 940 mètres et larges de 100 :
- une piste orientée est-ouest (08/26) ;
- une piste orientée sud-nord (04/22) ;
- une piste orientée sud-nord (14/32).

L’aérodrome n’est pas contrôlé. Les communications s’effectuent en auto-information sur la fréquence de 136,100 MHz.

## Activités
- Aéroclub de l’Est